# Геофизичке методе
Геофизичке методе су методе које се користе у примењеној геофизици. Заснивају се на испитивању природних или вештачки створених физичких поља у циљу решавања одређених археолошких, грађевинских, геолошких или геотехничких задатака, или проналажења објеката човекове делатности испод земљине површине (нпр. у археологији).
Свака геофизичка метода везана је за проучавање и мерење једног својства материјала које се налазе у полупростору. На основу тога које својство материјала се проучава (не и мери, због тога што се ниједно својство материјала директно не мери, већ се одређује), геофизичке методе подељене су на следеће: 
- геофизичка гравиметрија
- геофизичка магнетометрија
- геофизичка електрометрија
- геофизичка сеизмометрија
- геофизичка електромагнетометрија
- геофизичка морфометрија
- геофизичка радиометрија
- геофизичка термометрија
- геофизичка диннамометрија

Геофизичке методе могу се применити са извесне удаљености од површи испитиваног материјала, директно са површи испитиваног материјала (површински), или испод површине испитиваног материјала - у његовој унутрашњости (потповршински). Када се примењују потповршински, могу се применити у галеријама рудника, пећинама или у бушотинама. У овом последњем случају геофизичка испитивања се често називају каротажним испитивањима.
Циљ примене геофизичких метода јесте истраживање Земљине унутрашњости, али и вештачких објеката, на пример за потребе грађевинарства или археологије. Геофизичка испитивања грађе Земље обухватају домен који превазилази димензије читаве планете, те могу бити извођена у циљу испитивања соларног ветра, магнетосфера, горњих делова Земљине коре, али и у циљу дефинисања дубоких структура Земље за шта се на пример користи анализа телесеизама. Поље примене геофизике заснива се на анализи расподеле вредности појединих физичких својстава испитиване средине (густине, магнетске сусцептибилности, брзине простирања сеизмичких таласа, електричне проводљивости, топлотне проводљивости, радиоактивности, итд.).
Значај геофизичких метода лежи у томе што се њиховом применом омогућава лакше, брже и економичније решавање задатака из поменутог спектра области, а посебно оних везаних за археологију, урбанизам, истраживање лежишта минералних сировина, водоснабдевање или коришћење тла за изградњу грађевинских и хидротехничких објеката.

## Гравиметријска метода
Заснива се на коришћењу поља Земљине теже као природног физичког поља глобалног карактера. 
При примени гравиметријске методе, то поље се испитује на основу одређивања вредности гравитационог убрзања у тачкама посматрања, распоређеним у испитиваној области. Такође, могу да се мере хоризонтални и вертикални градијенти убрзања Земљине теже, као и величине везане за кривину еквипотенцијалне функције Земљине теже. 
Неправилан распоред маса, пре свега у Земљиној кори, модификује силу привлачења као компоненту силе теже, и доводи до појаве аномалија у гравитационом убрзању, у односу на оно стање које би постојало да је Земља изграђена од хомогених, елипсоидних слојева (језгро, омотач, кора). Постојање аномалија убрзања Земљине теже и структура тог аномалијског поља у испитиваној области рефлектују стварну грађу, пре свега Земљине коре, и омогућују да се интерпретацијом резултата гравиметријских испитивања успостави кореспонденција између аномалија убрзања Земљине теже и структуре Земљине коре, па тиме реше и одређени геолошки проблеми. 
Битан услов за успешну примену гравиметријске методе јесте постојање разлике у густини између метеријала од кога је нека структура изграђена, и околних стена. 
Гравиметријска метода користи се понајвише при истраживању лежишта нафте, али и осталих минералних сировина, као и при решавању проблема из домена регионалне геологије.

## Магнетометријска метода
Магнетометријска метода заснива се на мерењу интензитета магнетског поља Земље, и каснијег тумачења тих вредности, што се користи за утврђивање структуре одређеног истраживаног подручја.
Магнетометријска метода дели се на више поступака: терестричка магнетометријска мерења, аеромагнетска мерења, палеомагнетизам, археомагнетизам. 
Терестричка магнетометријска  мерења врше се приликом разних истраживања у геологији, пре свега приликом истраживања лежишта минералних сировина. Мерења се, том приликом, врше директно на терену, инструментима који се називају магнетометри.
Аеромагнетска мерења врше се надповршински, приликом истраживања већег подручја, када је магнетометар смештен у авиону, или је монтиран на хеликоптеру.
Палеомагнетска мерења користе се приликом истраживања магнетизма стена током геолошке прошлости, тј. утврђивања њене магнетизације у тренутку настанка стене.
Археомагнетизам користи се приликом истраживања археолошких налазишта, а поступак се углавном своди на исте поступке који се примењују приликом палеомагнетских истраживања.

## Електрометријска метода
Метода са великим бројем поступака који се могу применити током геофизичких испитивања. Заснива се на коришћењу и природних и вештачких електричних поља. 
Природна поља могу да буду глобалног карактера (електрично поље Земље) и локалног карактера (поље електричних пражњења у атмосфери, поље сопственог потенцијала филтрације, итд.).
Вештачка поља се стварају непосредним генерисањем и усмеравањем једносмерне струје у зону истрађивања (галвански начин напајања). 
Основни услов за успешну примену електрометријске методе представља постојање разлика у електричној проводљивости полупростора испод површине истражног простора. Те разлике модификују ток електричних линија сила у односу на њихов ток у хомогеном полупростору, што повлачи и модификацију расподеле електричног потенцијала унутар, или на површини истражног простора, где се посматрања најчешће врше. Тако се одређена грађа испитиваног терена рефлектује на посматрано физичко поље и преко тога поља може, у принципу, да се утврди. 
Подела електрометријских поступака се може извршити на основу параметра који се приликом примене методе одређује. Тако се могу издвојити поступак специфичне електричне отпорности (СЕО), поступак односа пада потенцијала (ОПП), поступак сопственог потенцијала (СП), итд. 
На основу утврђених закономерности у променама тих параметара, решавају се постављени задаци.

## Електромагнетометријска метода
Ова метода је рекордер по броју различитих поступака које може применити. Има их више десетина и напретком технологије, стално се јављају нови поступци. Неки од њих су ИП (поступак изазване поларизације), МТ (магнетотелурски поступак), ВЛФ, ТУРАМ, СЛИНГРАМ, Гео радар, ТЕМ, ЦСЕМ, ЦСАМТ, итд. Базира се на анализи простирања електромагнетског поља и појаве ефеката које ово поље изазива унутар, на, или изнад истражног простора и има изузетно широк спектар примена. 
Углавном се примењује при обради грађевинских објеката, археолошких локалитета, рудних тела, дубоких геолошких структура, мада су у новије време разрађени и поступци који могу да се примене и при истраживању воде, грађевинских конструкција, карактеристика тла у зони малих дубина, и слично.

## Сеизмометријска метода
Развила се на основу сазнања која је пружила сеизмологија, па се заснива на феномену преношења  деформација чврсте еластичне средине у виду таласа, који путује кроз ограничене непрекидне средине, на пример - стенске масе, које изграђују Земљину кору. Ти таласи могу настати природно или се изазивају посебним поступцима, који у суштини представљају минијатурне вештачке земљотресе, па се отуда, као и у сеизмологији, називају сеизмичким таласима. Често су виших фреквенција у односу на одговарајуће таласе настале при природним земљотресима, а у неким сеизмометријским поступцима, примењују се и таласи на ултразвучним фреквенцијама. 
Вештачки изазване деформације чврсте еластичне средине, преносе се у виду лонгитудиналних, трансверзалних а на контакту са флуидима, у виду површинских таласа. Лонгитудинални таласи су компресивне природе и називају се још и П таласи. Трансверзални таласи су смичући таласи и називају се још и С таласи. Простирање сеизмичких таласа врши се сходно Хајгенсовом и Фермеовом принципу, по коме сеизмички таласи (као и у оптици) од извора до пријемника, без обзира на средину кроз коју се простиру, путују трасом, којом стижу за најкраће време. При свом простирању кроз нехомогену средину, сеизмички таласи се преламају и одбијају на дисконтинуитетима, односно на границама средина различитих еластичких својстава. Разлика у еластичким својствима код чврстих материјала, се испољава у виду разлике у брзини простирања сеизмичких таласа. Због тога, разлика у брзинама простирања сеизмичких таласа у тим срединама, представља основни услов за успешну примену сеизмометријске методе.
Сеизмометријска метода се често примењује у срединама где су присутни флуиди, или се читав истражни простор састоји од флуида. Тада се деформације не простиру само у виду сеизмичких таласа, већ долази до појаве акустичких, односно звучних таласа. Наиме, сеизмички талас се формира само у чврстим срединама, док се у флуидима, деформација простире у виду акустичких таласа, или како се то лаички каже - у виду звука. Акустички таласи се простиру само у виду лонгитудиналних (компресивних) таласа. Разлог за то лежи у чињеници да у флуидима, не може доћи до ефекта смицања, па не постоје трансверзални таласи. Често се у сеизмометријској пракси користи термин - сеизмоакустички талас, како би се једним именом обухватили ефекти простирања сеизмичког и акустичког таласа.
У домену сеизмометријске методе разликују се три поступка. То су поступци осматрања простирања директних таласа, рефрактованих (преломљених) таласа или рефлектованих (одбијених) таласа. Параметар који је кључан при примени ове методе је брзина простирања сеизмичких или акустичких таласа, односно време потребно да сеизмоакустички талас пређе одређену путању између познатих положаја његовог извора и тачке у којој се посматра његов наилазак.

## Геофизички каротаж
Геофизички каротаж не представља посебну геофизичку методу, већ, подповршински вид примене једне, или чешће, више геофизичких метода, интегрисанима сондама, у бушотини, чиме се добијају подаци који леже дуж осе бушотине, као и у уској зони око бушотине. Циљ геофизичког каротажа је да се о средини кроз коју је бушено, добију подаци о физичким својствима, применом геофизичких метода. 
Геофизичке методе које се могу применити потповршински у виду геофизичког каротажа, нарочито су разрађене ради испитивања бушотина за истраживање и експлоатацију нафте, али су нашле примену и код испитивања у бушотинама које се изводе ради истраживања воде, угља, боксита, рудних лежишта полуметаличних руда, геотехничких радова и друго. 
Задатак геофизичког каротажа је да се на основу сондажних мерења, одреде границе формација, дебљине слојева, густина, порозност, садржај и особине флуида и однос флуида према чврстој фази стена, пропустљивост, хидростатички притисак у слоју, температура, као и да се одреди могућа производња флуида из дате бушотине: положај у простору и попречни пресеци дуж осе бушотине. Специфичан вид геофизичког каротажа је његово извођење у току процеса производње. 
Мада у бушотинама могу да се изводе све врсте геофизичких испитивања, у геофизичком каротажу доминантну улогу имају електрометријска метода, радиометријска метода (гама, гама - гама и неутрон - гама), сеизмометријска метода, термометријска метода, морфометријска метода (калипер) и магнетометријска метода. Неке врсте каротажа могу да се изводе помоћу сонди са веома малим диспозитивом и називају се микро - каротажи. При геофизичком каротажу, величина простора око бушотине, који се испитује, зависи од система који се примењује, а генерално се сматра да износи од неколико милиметара до неколико десетина сантиметара. 

## Даљинска детекција
Даљинска детекција , или правилније - даљинска геофизичка мерења, не представља посебну геофизичку методу, већ надповршински вид прикупљања података, путем система који нису у директном, физичком контакту са истражним простором и налазе се на одређеној дистанци од њега. Принцип даљинске детекције своди се на мерење интензитета, фреквенције или других карактеристика одбијених или емитованих таласа са удањеног истражног простора.  Природа ових таласа може бити гравитациона, електромагнетска или акустичка. На пример, у маринској сеизмометрији, користи се акустички талас који од истражног простора путује кроз водену средину до сензора (хидрофона). Предности даљинских геофизичких мерења су у ниској цени и кратким роковима, при обради великих површина истражних простора, као и у безбедности аквизиционог тима и диспозитива, у зонама са израженим хазардом. Мана овог вида аквизиције лежи у одређеном нежељеном утицају на мерене податке, који уноси медијум између истражног простора и мерног система. Даљинска детекција користи се као оруђе у многим геофизичким пројектима, намењеним археолошким, геолошким, еколошким, урбанистичким, војним, геодетским, или сеизмолошким истраживањима.